# Francesco Giunta (Politiker)

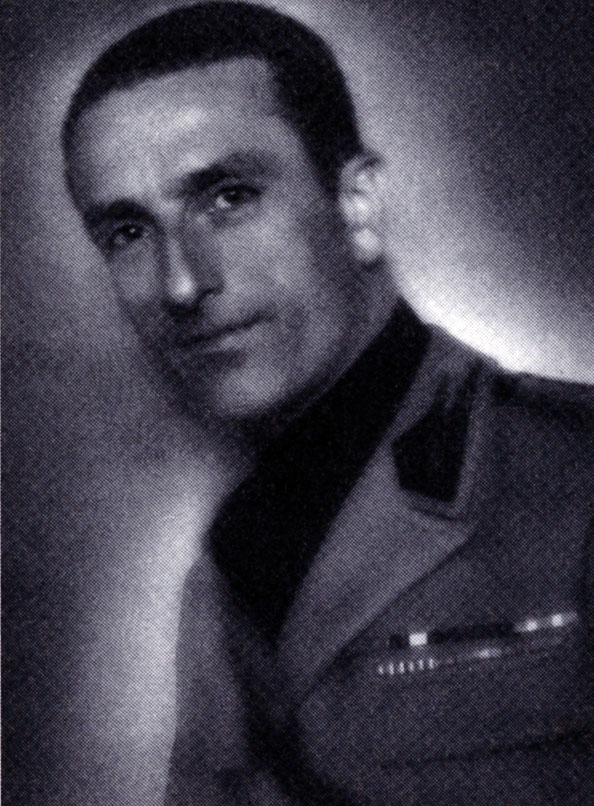
Francesco Giunta

Francesco Giunta (* 21. März 1887 in San Piero a Sieve; † 8. Juni 1971 in Rom) war ein italienischer Politiker und ein führender Vertreter des italienischen Faschismus.

## Leben
Francesco Giunta wurde 1887 als Sohn eines Hausarztes in San Piero a Sieve bei Florenz in einer Familie von sizilianischer Herkunft geboren. Er absolvierte ein Jurastudium und nahm als überzeugter Vertreter des Interventionismus am Ersten Weltkrieg als Infanteriehauptmann teil. Unmittelbar nach Kriegsende war er in Florenz an der Gründung der ersten faschistischen Gruppierungen beteiligt. Am 13. Juli 1920 war er in Triest Anführer des Brandanschlags auf das slowenische Kulturzentrum Narodni dom, im Oktober 1920 leitete er in Triest zudem den Brandanschlag auf den kommunistischen Hauptsitz Il Lavoratore. Von 1920 bis 1923 war er Direktor der Zeitung Popolo di Trieste. Bei den Wahlen 1921 wurde er ins Parlament gewählt und war bis 1939 Abgeordneter. Beim Marsch auf Rom im Oktober 1922 führte er die Faschisten aus Julisch Venetien an. Im Oktober 1923 wurde er zum Sekretär des PNF ernannt, bekleidete dieses Amt jedoch nur bis zum 23. April 1924. 1927–1932 war er Untersekretär im Amt des Ministerpräsidenten und war in dieser Funktion an der Ausarbeitung der Lateranverträge von 1929 mit dem Heiligen Stuhl beteiligt. Seit den 1920er Jahren war Giunta gegenüber Großbritannien und Frankreich feindlich eingestellt. Nach der nationalsozialistischen Machtergreifung wurde er immer mehr zu einem Bewunderer Hitlers und suchte Mussolini und Außenminister Galeazzo Ciano von der Notwendigkeit einer außenpolitischen Zusammenarbeit mit dem Dritten Reich zu überzeugen.
Im Februar 1943 wurde er als Nachfolger von Giuseppe Bastianini zum Gouverneur des italienisch besetzten Dalmatiens ernannt, wo er am 25. Juli 1943 von der Absetzung Mussolinis überrascht wurde. Nach dem Waffenstillstand von Cassibile schloss er sich der Republik von Salò an, wo er Aufgaben im Propagandabüro übernahm. Bei Kriegsende wurde er von Tito als Kriegsverbrecher angeklagt, einem Auslieferungsgesuch Jugoslawiens an die Alliierten wurde jedoch nicht stattgegeben. Im Mai 1945 wurde er von den Alliierten gefangen genommen und verbrachte einige Monate in einem Internierungslager bei Pisa. Im November 1945 wurde er an das Hochkommissariat für die Sanktionen faschistischer Verbrechen überwiesen und zum Mordfall Matteotti, zu dem er schon 1924 befragt worden war, abermals einvernommen und freigesprochen. Er zog sich ins Privatleben zurück und starb 1971 in Rom.